# 白神源次郎
白神 源次郎（しらがみ げんじろう/しらが　げんじろう、明治元年12月19日（1869年1月31日） - 明治27年（1894年）7月29日）は、日清戦争で戦死した日本陸軍兵士。備中国浅口郡水江村（現在の岡山県倉敷市）出身。

## 生涯
貧しい農家に生まれ、高瀬舟の人足などをして暮らしていた。1894年（明治27年）、広島の歩兵第21連隊に入営してラッパ手となった。兵役中、源次郎の力強い喇叭は評判が高く、21連隊の喇叭手と言えば白神の名がでるくらいであったが満期除隊した。日清戦争で予備役召集され、第五師団の一等卒として出征。7月29日、成歓の戦いにおいて武田秀山中佐率いる右翼隊第21連隊第9中隊に属し、戦闘中、水濠にはまり溺死した。享年25。現在、倉敷市船穂町水江東端・堅盤谷地区の墓地に墓がある。戒名は『績功院永伝芳誉居士』。
開戦にともない、戦争報道がなされる中、「死んでも口からラッパを離さなかった」無名戦士の美談が話題となり、この美談の主は誰かということになった。第五師団が白神源次郎の名を挙げたことが、当時の国民に熱狂的に受け止められ、彼をたたえる歌や詩が数多く作られ、当時の小学校教科書にも登場した。源次郎は金鵄勲章を受け上等兵にも進級したと書いたものもあるが、当時の制度として戦死者の叙勲や進級は無かった。1896年（明治29年）には、高梁川の清流を見おろす墓所近くの小高い丘に地元の募金によって記念碑が建立されたが、後には源次郎にかわって木口小平の名が普及するようになって行った。

## 木口小平への訂正
美談の主は白神源次郎であると発表したあとの1年後、溺死を公表したため不都合が生じて第五師団本営は「実は喇叭手は白神源次郎ではなく木口小平である」と発表しなおした。教科書も7年後に訂正され、美談の主は木口へと移っていったが、その後も源次郎の人気は根強く残り、1932年（昭和7年）に軍人勅諭下賜50周年事業で21連隊が木口顕彰に動いた際には、白神説を否定するために、源次郎の除籍簿を「戦死」から「死亡」に書き直すような強引なことも行われた。
墓所、記念碑ともに船穂コミュニティバス柳井原線でアクセス可能。堅盤谷バス停下車すぐ。